# Chorisporeae
Chorisporeae es una tribu de plantas de la familia Brassicaceae. El género tipo es Chorispora R. Br. ex DC.

## Géneros
- Achoriphragma Soják =~ Parrya R. Br.
- Chorispermum R. Br., orth. var. = Chorispora R. Br. ex DC.
- Chorispora R. Br. ex DC.
- Diptychocarpus Trautv.
- Litwinowia Woronow
- Parrya R. Br.
- Pseudoclausia Popov =~ Parrya R. Br.